# Rättsmedicin

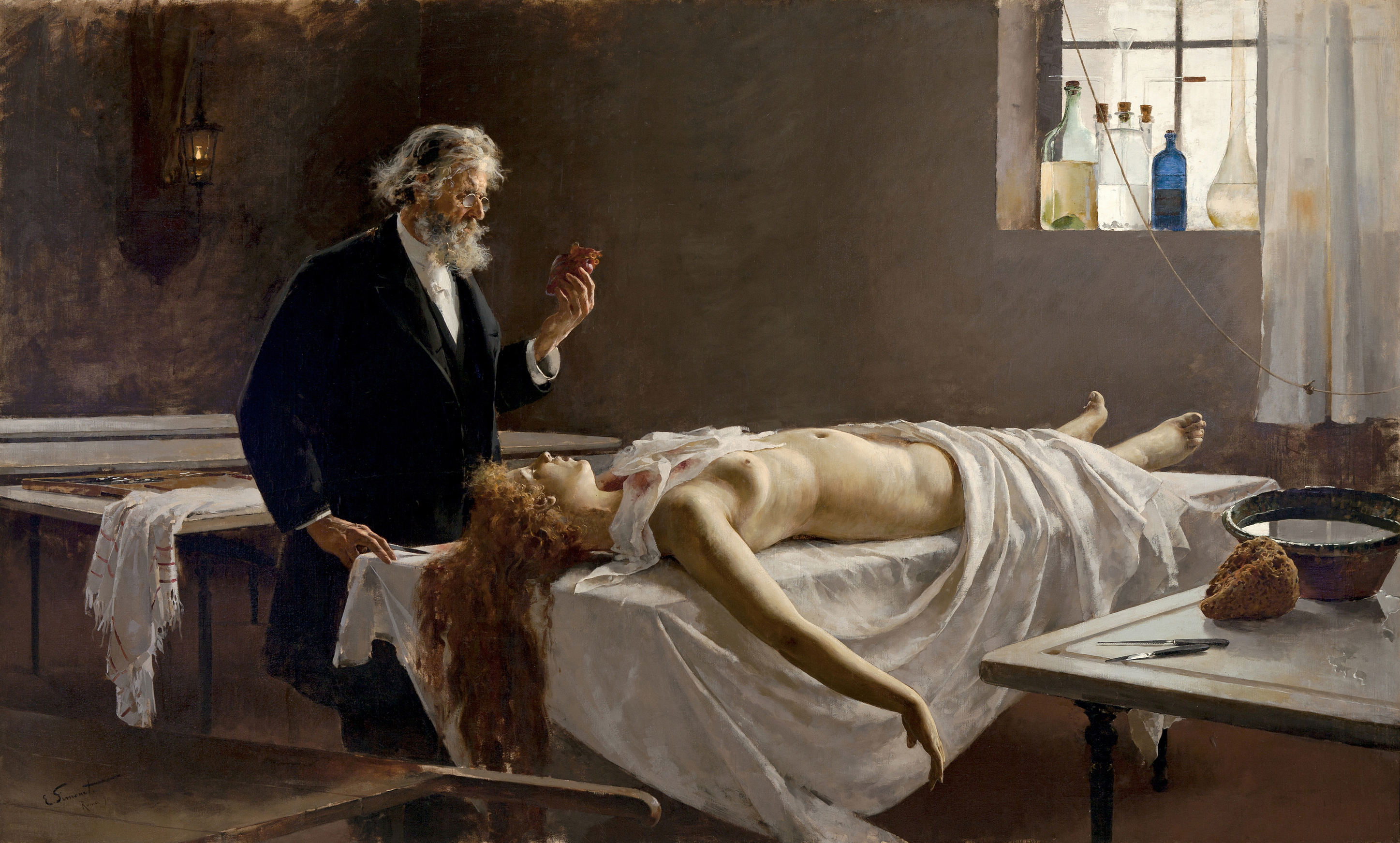
Obduktion (1890) Enrique Simonet.

Rättsmedicin, även kallad forensisk medicin, är en medicinsk gren som har till uppgift att samarbeta med bland annat rättsvårdande myndigheter för att utreda till exempel brottmål.

## Uppdelningar
Rättsmedicin delas upp i allmän rättsmedicin (brottsplatsundersökningar, biomekanik med mera) och speciell rättsmedicin (trubbigt våld, trafikmedicin, asfyktiska dödsfall, faderskapsundersökningar med mera). Rättsmedicin handlar oftast om att hitta dödsorsaken när en människa avlidit oväntat eller som polisen bedömer på ett onaturligt sätt. För att få experthjälp att reda ut vad som hänt kan polis och åklagare vända sig till specialister i rättsmedicin. I Sverige finns sex rättsmedicinska avdelningar fördelade på – Umeå, Uppsala, Stockholm, Linköping, Göteborg och Lund. Varje år får avdelningarna tillsammans fler än 5 000 sådana uppdrag.
Uppdragsgivaren kan begära tre typer av undersökningar av avlidna: rättsmedicinsk likbesiktning, rättsmedicinsk obduktion och så kallad utvidgad rättsmedicinsk obduktion. Polis- eller åklagarmyndighet avgör vilket som är aktuellt i varje specifikt fall. Om man misstänker brott utförs alltid en utvidgad obduktion.
Att utföra en rättsmedicinsk obduktion kan ta mellan någon timme upp till drygt en arbetsdag, beroende på fallets komplexitet. För analyser av blod eller andra kroppsvätskor vänder sig läkaren till Rättsmedicinalverkets avdelning för rättsgenetik och rättskemi i Linköping. När brott kan ligga bakom ett dödsfall besöker rättsläkaren fyndplatsen.
Rättsläkare utfärdar rättsintyg baserade på undersökningar på personer som överlevt allvarliga vålds- och sexualbrott. Även gärningsmannen undersöks, och samtliga skador dokumenteras och bedöms.  Rättsintyget används i polisens fortsatta brottsutredning. Rättsmedicinalverket gör cirka 3 000 kroppsundersökningar på offer och misstänkta varje år.

## Terminologi
- Post mortem betyder 'efter döden' och är en term som används inom rättsmedicin och polisväsende.